# Palomino (альбом First Aid Kit)
Palomino — пятый студийный альбом шведского кантри-фолк дуэта сестёр Йоханны и Клары Сёдерберг, известного как First Aid Kit. Это их первый релиз с концертного альбома Who by Fire 2021 года и первый студийный проект после Ruins 2018 года. Альбом был выпущен 4 ноября 2022 года на с помощью лейбла Columbia Records и сопровождался обширным туром по Великобритании, Европе и Северной Америке. Делюкс-издание с 5 дополнительными треками было выпущено 7 июля 2023 года.
Альбом получил положительные отзывы критиков и достиг первого места в Шотландии и третьего в Великобритании и Швеции.

## История
На предыдущем студийном альбоме First Aid Kit, Ruins 2018 года, Клара Сёдерберг переживала последствия разорванной помолвки. Четыре года спустя, несмотря на начавшуюся пандемию — или, возможно, вопреки ей, — сестры Сёдерберг вышли на сцену с бодрящим, устремлённым в будущее набором песен, полных ярких темпов. Названный в честь символа свободы, Palomino был записан с Даниэлем Бенгтсоном в его студии Studio Rymden в Стокгольме; это первый альбом дуэта, записанный в родной Швеции со времён их дебюта 2010 года. Они подошли к сессии с идеей передать ощущение «старой рок-песни 80-х годов», в частности, в духе Fleetwood Mac, Tom Petty & the Heartbreakers и Hall & Oates.
Альбом был анонсирован 22 июня 2022 года вместе с релизом «Angel». О песне группа рассказала NME: «Это особенное чувство — выпустить песню после такого долгого перерыва. Сегодня мы так рады наконец-то поделиться нашим новым треком „Angel“ — обнадёживающей мелодией для этих сумасшедших времён о принятии других людей, даже если вы не всегда видите друг друга. Она также о том, как быть добрее к себе», — добавили они. «Мы хотели, чтобы она была очень большой, но в то же время уязвимой, чтобы под неё можно было плакать и танцевать».
Второй сингл с альбома, «Out of My Head», был выпущен 12 августа 2022 года. Говоря о песне, First Aid Kit заявили: «Мы написали эту песню в прошлом году вместе с автором песен и продюсером Бьорном Итлингом. Это был первый раз, когда мы писали для First Aid Kit с кем-то ещё, и это было очень вдохновляюще. Песня была написана в мгновение ока, почти как поток сознания. Она о том, как вы чувствуете, что застряли в собственных мыслях и отчаянно хотите вырваться. Мы спродюсировали песню с Даниэлем Бенгтсоном в Стокгольме. Её звучание немного отличается от наших предыдущих песен. Мы хотели, чтобы она напоминала старую рок-песню 80-х годов. Мы вдохновлялись Fleetwood Mac, Кейт Буш и Томом Петти. Это одна из наших любимых песен, которую мы когда-либо писали, мы так гордимся ею и так рады, что наконец-то смогли ею поделиться».
Песня «Turning Onto You» была выпущена в качестве третьего сингла 30 сентября 2022 года, и группа объяснила в своём заявлении: «При записи этой песни мы хотели добиться того самого старого школьного звучания „кантри-соул“. Это была действительно командная работа с потрясающей духовой секцией Горана Кайфеса и Пера Йоханссона, непринуждённым грувом Муссы Фадера и убийственной слайд-гитарой Джорджа Харрисона от Даниэля Бенгтсона. Надеюсь, вам понравится».
Четвёртый и последний сингл с альбома, «A Feeling That Never Came», был выпущен 21 октября 2022 года. В твите, посвящённом этой песне, First Aid Kit отметили: «Как и следует из названия, „A Feeling That Never Came“ — это песня о пустоте. О тех моментах в вашей жизни, когда вы ожидаете почувствовать радость или печаль, но вместо этого вы просто чувствуете онемение. Это была последняя песня, которую мы записали для альбома — изначально она задумывалась как би-сайд, но быстро стала одной из наших любимых. Нам кажется, что более мягкий, тихий вокал так хорошо сочетается с гитарами и грувом, вдохновлёнными Марком Боланом. Это мягкий тихий бэнгер»".

## Отзывы
| Совокупная оценка    | Совокупная оценка |
| Источник             | Оценка            |
| -------------------- | ----------------- |
| Metacritic           | 80/100            |
| Оценки критиков      |                   |
| Источник             | Оценка            |
| AllMusic             | [ 3 ]             |
| Clash                | 7/10              |
| The Daily Telegraph  | [ 10 ]            |
| DIY                  | [ 11 ]            |
| The Line of Best Fit | 6/10              |
| musicOMH             | [ 13 ]            |
| NME                  | [ 14 ]            |
| The Observer         | [ 15 ]            |
| PopMatters           | 8/10              |
| Under the Radar      | [ 17 ]            |

Альбом получил в основном положительные отзывы от музыкальных журналистов.
Его рейтинг на Metacritic равный 80 из 100 на основе нескольких рецензий означает «положительные отзывы».
Марси Донельсон из AllMusic отметил «В чем альбом действительно преуспел, так это в сильных, экономичных мелодиях и тёплой, горько-сладкой глубине написания песен. Это касается даже таких ласковых треков, как „Turning Onto You“ и „Fallen Snow“, откровенных песен о любви, которые до сих пор были редкостью в каталоге First Aid Kit. С такими текстами, как „Oh, you got me hanging on/Like the words to my favorite song“, „Turning Onto You“ переходит в отбивающий такт фолк-рок, пронизанный богатыми двухчастными вокальными гармониями исполнителей и синкопированным ритмом заглавных слов. Непринуждённая винтажная поп-музыка „Fallen Snow“ пронизана раскатистой базовой линией и чёткими дуэтными гармониями, а песня „Nobody Knows“ („me the way that you do“) была напрямую вдохновлена группой Everly Brothers. В её меланхоличной (но все же ласковой) композиции за тоскливым вокалом скрываются размашистые струнные, эхо электрогитары и низкие басовые тона. В других местах акустическая баллада „Wild Horses II“ дебатирует версии „Wild Horses“ („Ты предпочитаешь Rolling Stones, а я люблю Gram’s/Ты знаешь, я не могу позволить тебе ускользнуть из моих рук“), а драматический оркестровый поп „29 Psalms Highway“ стремится отпустить потерю. Однако это лишь незначительные исключения из оптимистичного, наполненного хорошим настроением альбома, который полон решимости двигаться вперёд — и, возможно, уже движется».

### Итоговые списки критиков
| Публикация      | Список                                | Ранг | Ссылка |
| --------------- | ------------------------------------- | ---- | ------ |
| Albumism        | The 100 Best Albums of 2022           | 41   | [ 18 ] |
| Double J        | The 50 Best Albums of 2022            | 29   | [ 19 ] |
| Louder Than War | Albums of The Year 2022 — The Top 100 | 91   | [ 20 ] |

## Список композиций
| №                   | Название                    | Автор(ы)                                                    | Длительность |
| ------------------- | --------------------------- | ----------------------------------------------------------- | ------------ |
| 1.                  | «Out of My Head»            | Йоханна Сёдерберг Клара Сёдерберг Бьёрн Иттлинг             | 3:34         |
| 2.                  | «Angel»                     | Daniel Bengtson J. Söderberg K. Söderberg Yttling           | 3:39         |
| 3.                  | «Ready to Run»              | Bengtson J. Söderberg K. Söderberg Yttling                  | 4:14         |
| 4.                  | «Turning Onto You»          | J. Söderberg K. Söderberg                                   | 3:21         |
| 5.                  | «Fallen Snow»               | J. Söderberg K. Söderberg                                   | 3:06         |
| 6.                  | «Wild Horses II»            | J. Söderberg K. Söderberg                                   | 3:47         |
| 7.                  | «The Last One»              | Bengtson J. Söderberg K. Söderberg Yttling                  | 3:50         |
| 8.                  | «Nobody Knows»              | J. Söderberg K. Söderberg Yttling                           | 3:21         |
| 9.                  | «A Feeling That Never Came» | J. Söderberg K. Söderberg                                   | 3:28         |
| 10.                 | «29 Palms Highway»          | J. Söderberg K. Söderberg                                   | 3:21         |
| 11.                 | «Palomino»                  | Bengtson J. Söderberg K. Söderberg Ludvig Söderberg Yttling | 3:19         |
| Общая длительность: | Общая длительность:         | Общая длительность:                                         | 39:02        |

## Чарты

### Еженедельные чарты
| Чарт (2022)                         | Высшая позиция |
| ----------------------------------- | -------------- |
| Бельгия/Фландрия (Ultratop)         | 43             |
| Бельгия/Валлония (Ultratop)         | 165            |
| Нидерланды (Album Top 100)          | 35             |
| Финляндия (Suomen virallinen lista) | 31             |
| Германия (Offizielle Top 100)       | 57             |
| Норвегия (VG-lista)                 | 37             |
| Шотландия (Scottish Albums Chart)   | 1              |
| Швеция (Sverigetopplistan)          | 3              |
| Швейцария (Schweizer Hitparade)     | 40             |
| Великобритания (UK Albums Chart)    | 3              |
| США (Billboard Folk Albums)         | 12             |